# Plouguerneau

Plouguerneau este o comună în departamentul Finistère, Franța. În 1 ianuarie 2022 avea o populație de 6.719 de locuitori.